# ルナ19号
ルナ19号（ロシア語：Луна-19、ラテン文字表記の例：Luna-19）はソビエト連邦によって1971年9月28日に打ち上げられた月探査機。月を周回しながら1年間の観測を行った。

## 概要
ルナ19号は重量5.6トンの月周回探査機で、月の重力場や重力異常、月の表面、放射線、太陽風の観測を行うよう設計されていた。また、月面を撮影するテレビジョンカメラも搭載した。打ち上げにはプロトンKロケットが使用された。
ルナ19号の打ち上げは1971年9月28日に行われた。軌道投入から70分後の打ち上げロケット第4段の噴射によって探査機は月へ向かう軌道に乗せられた。1971年10月2日、ルナ19号は高度140kmの月周回軌道に投入された。それ以降は、数度の軌道変更を行いながら探査を続けた。軌道投入から1年後の1972年10月3日、ソ連政府は、搭載機器の劣化と姿勢制御用の推進剤の欠乏のため、ルナ19号の運用を間もなく終了すると発表した。
同型機としてルナ22号が知られている。